# Cesare Borgia

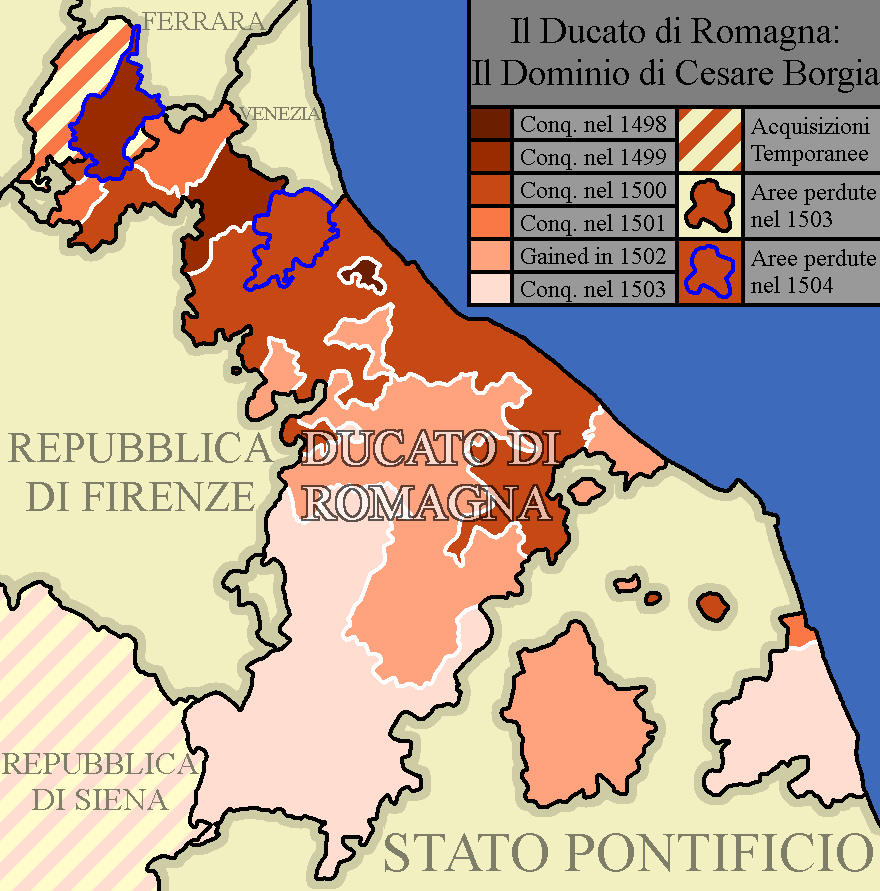
Mappatura dei domini di Cesare Borgia. Le fonti sono nella descrizione.

(Motto di Cesare Borgia)
Cesare Borgia, detto il Valentino (in valenciano: Cèsar Borja; in spagnolo: César de Borja; in latino: Caesar Borgia; Subiaco, 13 settembre 1475 – Viana, 12 marzo 1507), è stato un generale, cardinale, nobile e politico italiano con origini valenciane per linea paterna (oriunda di Xàtiva). Figlio illegittimo del papa Alessandro VI (al secolo Rodrigo Borgia) e di Vannozza Cattanei, fu il maggiore tra i suoi fratelli (Giovanni, Goffredo e Lucrezia) e fu un uomo politico spregiudicato, determinato e pronto a tutto per il potere; nonché, fu certamente una delle figure più controverse del Rinascimento italiano.
Destinato fin dalla giovane età alla carriera ecclesiastica dal padre, ottenne la porpora cardinalizia proprio da quest'ultimo, nel frattempo divenuto pontefice.
In seguito alla morte di suo fratello Giovanni, duca di Gandia, tornò allo stato laicale. Cercò di sposare in un primo tempo la figlia del re di Napoli, per continuare la politica filo-aragonese del papa, ma in seguito sposò l'aristocratica francese Charlotte d'Albret, ottenendo il titolo di duca di Valentinois. Grazie a queste nozze, Cesare e Alessandro VI si allearono al re Luigi XII di Francia, che pose fine alle sue rivendicazioni in territorio italiano.
Guidò l'esercito francese alla conquista del Ducato di Milano e, con l'appoggio del papa, incominciò la riconquista dei territori della Romagna, battendo i vari signorotti locali, fra cui la celebre Caterina Sforza, ricevendo in seguito dal padre il titolo di Duca di Romagna. Successivamente invase il Regno di Napoli guidando le truppe francesi. Nel 1502, raggiunto rapidamente un grande potere politico, riuscì a difendersi dalla congiura della Magione, traendo in inganno i traditori e facendoli strangolare a Senigallia. Questa vendetta colpì molto l'opinione pubblica, tanto che Niccolò Machiavelli la citò nell'opera Il principe, libro scritto proprio sotto l'influenza della figura del Valentino.
Dopo la morte di suo padre Cesare riuscì a fare eleggere al soglio pontificio Francesco Todeschini Piccolomini con il nome di papa Pio III, che però morì poco dopo. In seguito venne eletto papa Giulio II, che tolse al duca il governo della Romagna, ordinò il suo arresto e la reclusione in Castel Sant'Angelo. Dopo essere evaso, Cesare Borgia si rifugiò a Napoli, dove fu arrestato e condotto in Spagna, lì poi incarcerato su ordine del re. Dopo una rocambolesca evasione, si recò dal cognato Giovanni III d'Albret, re di Navarra. Morì nel 1507 a Viana, dopo aver tentato di assediare il castello della città.

## Biografia

### Giovinezza e vita ecclesiastica

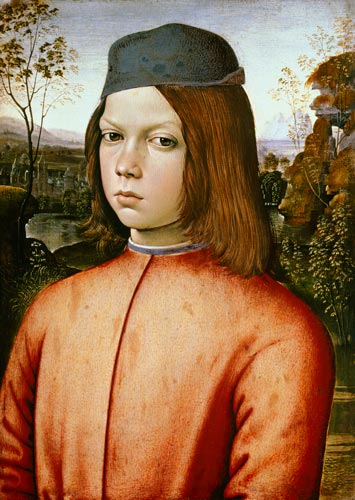
Possibile ritratto di Cesare quando studiava a Perugia, eseguito dal Pinturicchio

Cesare Borgia nacque nella rocca abbaziale di Subiaco, nell'Agro romano, il 13 settembre del 1475, figlio del cardinale valenciano Roderic Llançol de Borja (italianizzato in Rodrigo Borgia), nipote di papa Callisto III, e della sua amante mantovana Giovanna Cattanei, detta Vannozza, con la quale ebbe, oltre al già citato Cesare, Giovanni, Lucrezia e Goffredo.
Rodrigo decise per Cesare la carriera ecclesiastica e, per accedere ai benefici ecclesiastici, il papa Sisto IV lo riconobbe come «figlio naturale di un cardinale vescovo e di una donna sposata». Il padre volle che ricevesse una formazione culturale adatta alla sua futura carriera nella Chiesa, così dopo avere ricevuto studi umanistici, nel 1489 fu inviato a studiare all'Università di Perugia, dove rimase due anni. Successivamente, nel 1491, Cesare si trasferì a Pisa per conseguire la laurea in giurisprudenza presso il palazzo della Sapienza dell'Università di Pisa, dove insegnava diritto canonico il rinomato giurista Filippo Decio.
Durante gli anni di studio visse come un gran principe. Aveva un seguito composto principalmente da spagnoli; era stato presentato a Lorenzo de' Medici ed era in stretti rapporti con alcuni membri della sua famiglia; collega all'ateneo pisano era Giovanni de' Medici, figlio del succitato Lorenzo e futuro Papa, suo coetaneo, ma più avviato nella carriera ecclesiastica, poiché già cardinale. Senza che Cesare avesse mai ricevuto gli ordini sacerdotali il papa Innocenzo VIII il 12 settembre 1491 lo fece, appena quindicenne, vescovo di Pamplona.
Nel periodo di residenza a Pisa ricevette la notizia che portò una svolta decisiva nella sua vita: l'11 agosto 1492 suo padre ascese al santo soglio con il nome di Alessandro VI. Sempre nel 1492 il padre gli cedette la nomina di arcivescovo di Valencia, arcidiocesi che era appartenuta in precedenza anche allo zio Callisto III, con una rendita di 16.000 ducati l'anno. Dell'arcivescovado però Cesare non prese mai possesso, anche a causa della quasi immediata designazione a cardinale il 20 settembre 1493, e nel 1495 a governatore generale e legato di Orvieto.
Era noto tuttavia che il figlio del papa mantenesse la propria dignità ecclesiastica solo per le rendite che gli dava, avendo invece ambizioni principesche, come scrisse su di lui Andrea Boccaccio, vescovo di Modena nel marzo del 1493, annotando che «solo un piccolo cerchio nella capigliatura ricordava che era tonsurato»: inoltre lo descrisse come ragazzo «di notevole intelletto e di carattere squisito [con maniere degne] del figlio di un potente, [con] umore sereno e pieno di allegria, [...], di una gran modestia e [con un] atteggiamento di gran lunga superiore e preferibile a quello di suo fratello il duca di Gandia».
In seguito all'omicidio del fratello Giovanni, duca di Gandia e carissimo al padre, chiese e ottenne dal papa Alessandro VI la dispensa dalla vita ecclesiastica dalla quale era poco attratto, deponendo la porpora cardinalizia nel 1498 (concistoro del 17 settembre) e dedicandosi alla carriera militare al posto del fratello defunto.

### Alla corte di Luigi XII

Stemma di Cesare Borgia come duca di Romagna, di Valentinois e Gonfaloniere della Chiesa (illustrazione del XVI secolo circa)

Il 1º ottobre partì per la Francia per sposare Carlotta d'Aragona, figlia ed erede presuntiva di Federico I di Napoli, all'epoca ospitata dal re di Francia. Il matrimonio gli avrebbe consentito di rivendicare per sé il Regno di Napoli.
Una sottile trama politica veniva gestita tra lo stesso Luigi XII e il papa, il quale, desideroso di offrire un trono al figlio, trattò con il sovrano uno scambio di favori: ottenuta la mano della principessa Carlotta per il figlio Cesare, assieme all'assegnazione di vari titoli nobiliari, Alessandro VI annullava le precedenti nozze di Luigi XII con Giovanna di Valois, in modo che egli potesse impalmare la vedova del suo predecessore, la regina Anna di Bretagna, e acconsentiva a legittimare le pretese del re di Francia sul Ducato di Milano.
Per Alessandro VI non fu difficile fare approvare il divorzio in un concistoro. Non solo: il pontefice riuscì ad assegnare un ulteriore omaggio al re, pur di favorire ulteriormente il figlio: conferì la berretta cardinalizia al suo ministro Georges I d'Amboise.
Non fu semplice, invece, la trattativa per Cesare Borgia, giunto in Francia in pompa magna. Le sue bardature d'oro e i cavalli ferrati d'argento non impressionarono la principessa napoletana, che si rifiutò di sposarlo e negò ogni tipo di negoziato. Cesare, di fronte a questo rifiuto, non consegnò la bolla papale contenente l'annullamento del matrimonio del re.
Solo dopo alcuni mesi, durante i quali Borgia fu trattenuto nella residenza del monarca francese, senza essere costretto a cedere ma privato della possibilità di uscire, la complessa convenzione fu risolta con un compromesso: a Cesare fu data come consorte la nipote del re, Charlotte d'Albret, originaria del Regno di Navarra. Borgia, come pattuito, rimise la bolla di divorzio a Luigi XII, il quale ottenne presto la costituzione di un tribunale ecclesiastico per giudicare la validità della sua unione con Giovanna e il 17 dicembre 1498, nella chiesa di Saint-Denis ad Amboise, fu pronunciata la dichiarazione di nullità del matrimonio.
Lo sposalizio di Cesare con Charlotte fu celebrato il 12 maggio 1499; in seguito a ciò ottenne il titolo di duca di Valentinois. Da qui l'appellativo di duca Valentino.

### Campagne militari
Nell'inverno del 1499 i francesi, alleati con Venezia, scesero in Italia alla conquista del Ducato di Milano, e Ludovico il Moro, vista l'alleanza fra il papa, la Serenissima e la Francia, non poté che fuggire da Milano e lasciare campo libero ai conquistatori. Forte del facile successo il percorso dell'esercito francese (con Cesare Borgia come luogotenente del re) proseguì al di là del Po sino a giungere in Romagna, territorio a quel tempo sotto il potere temporale del papato. Il papa Alessandro VI, che era stato tenuto informato sulle manovre della truppa, inviò ai signori di Pesaro, Imola, Forlì, Faenza, Urbino e Camerino, una lettera in cui li dichiarava decaduti dai loro feudi, spianando così la strada alla conquista del figlio e donandogli un intero principato.
Come era prevedibile nessuno obbedì all'ingiunzione del papa. La lotta si scatenò cruenta. Una prima spedizione in Romagna ebbe luogo il 21 novembre 1499, con un'armata costituita da fanti e mercenari di varie province e nazioni. Già l'11 dicembre Imola veniva espugnata. Nel gennaio successivo il duca Valentino dopo avere assediato Forlì, sconfisse la contessa Caterina Sforza, che per tre settimane si era asserragliata nella rocca, al comando di duemila uomini. Nonostante l'energia e il piglio da guerriera, Caterina fu fatta prigioniera e Forlì fu presa d'assedio dagli invasori, che si abbandonarono ad atti di violenza sulla popolazione. Una volta terminato il saccheggio il duca si poté insediare in città, ospitato dal nobiluomo forlivese Luffo Numai, già consigliere di Caterina stessa.
Cesare, in qualità di luogotenente del re di Francia Luigi XII, si lanciò poi nella seconda spedizione romagnola, contro Rimini, Ravenna, Cervia, Faenza e Pesaro, formalmente autorizzato a muoversi perché il papa aveva rivolto, tramite una bolla ai signori di quelle città, l'accusa di essersi sottratti all'autorità pontificia.
Il 2 agosto 1500 Cesena si arrese; fu poi la volta di Rimini e Faenza, dove vennero deposte le signorie dei Malatesta e dei Manfredi. Nel 1501 si firmava un patto d'amicizia tra Firenze e Cesare. Il Valentino, poco dopo, assediò e conquistò Piombino, occupando i territori dell'omonima signoria, con il regnante Jacopo IV Appiano costretto a chiedere asilo a Genova, presso la corte del doge; il 21 febbraio 1502 il pontefice Alessandro VI visitò lo Stato, con grandi e costosissimi festeggiamenti a corte e per le vie della capitale, nonché una solenne cerimonia nella chiesa di San Michele, oggi Sant'Antimo, duomo di Piombino.
Poco dopo francesi e spagnoli, incoraggiati dal papa, invasero il Regno di Napoli.
Il 25 giugno del 1501 Alessandro VI scomunicò il re di Napoli e, il 19 luglio, Cesare affiancato dall'esercito francese assediò Capua la quale, dopo sette giorni venne conquistata grazie al tradimento: un cittadino di Capua, corrotto da Cesare, aprì le porte della città e, dopo un segnale prestabilito, l'esercito franco-papale irruppe nella città e diede il via al massacro della guarnigione militare e della popolazione. Nel 1502 Cesare guardava già oltre. I suoi obiettivi erano i Ducati di Camerino e Urbino, scacciandone i Da Varano e i Montefeltro.
Gli storici concordano nell'identificare nel periodo di signoria del Borgia un'esperienza politica importantissima in Romagna: i tribunali riuscirono a riportare l'ordine. I vicariati avevano sottratto al papa il potere temporale, ma avevano fatto precipitare la popolazione in una condizione di vita non ottimale. L'azione di Cesare aveva riportato non solo tranquillità e stabilità, ma anche giustizia.
Il duca Valentino era ormai diventato potentissimo, inviso persino ad alcuni dei suoi più valenti condottieri che, nell'ottobre di quello stesso anno, presso il castello dei Cavalieri di Malta di Magione, nelle vicinanze del lago Trasimeno, ordirono una congiura contro di lui, al fine di evitare, come dicevano, "d'essere uno a uno devorati dal dragone". Cesare venne sconfitto nella battaglia di Calmazzo da una lega di capitani di ventura e costretto ad abbandonare il Ducato di Urbino ormai sede di focolai di rivolta.

### Congiura della Magione e strage di Senigallia
Cesare Borgia, per assicurarsi l'acquisizione di nuovi possedimenti, dovette spesso compiere congiure e atroci delitti contro nemici militari e politici (come gli Orsini). Tutto ciò lo faceva senza il minimo scrupolo, dato che contava sull'appoggio del padre Alessandro VI e dei suoi amici cardinali. Ma accadeva che in certi casi, come quello con protagonista i Vitelli, fosse proprio lui stesso il bersaglio scelto dai suoi antagonisti.
Preoccupato per la crescente ambizione di Cesare Borgia Vitellozzo Vitelli, suo compagno in molte imprese di conquista nel Centro nord dell'Italia, incominciò a temere per i propri domini. Per questo, nell'ottobre del 1502, si recò nel castello di Magione, dove con Giampaolo Baglioni, Paolo Orsini, Antonio Giordano (per Pandolfo Petrucci di Siena), Oliverotto da Fermo e il duca di Gravina Francesco Orsini complottò ai danni del Valentino. Malato di sifilide, Vitellozzo con gli altri congiurati incominciò ad agire: entrò in Urbino e vi fece impiccare molti funzionari di Cesare Borgia, e quindi combatté le truppe nemiche nella battaglia di Calmazzo, da lui vinta, dove venne fatto prigioniero Ugo di Moncada.
Ma, accordatosi Paolo Orsini con Borgia, anche Vitellozzo e gli altri condottieri si sottomisero alla richiesta di pace del Valentino e, nella notte del 31 dicembre 1502, Vitellozzo Vitelli e Oliverotto da Fermo furono invitati da Cesare a un banchetto a Senigallia, durante il quale vennero entrambi strangolati da Michelotto Corella; Vitellozzo, prima di morire, invocò il perdono per le sue azioni dal papa Alessandro VI. Su questa drammatica fine Niccolò Machiavelli, segretario fiorentino, dedicò un breve trattato, la Descrizione del modo tenuto dal Duca Valentino nello ammazzare Vitellozzo Vitelli, Oliverotto da Fermo, il Signor Pagolo e il duca di Gravina Orsini, scritta nel 1503. L'episodio verrà ancora ripreso da Machiavelli anche nel capitolo VII dell'opera Il Principe, scritto nel 1513.

### Caduta
Cesare era diventato signore incontrastato della Romagna. Nel 1503 le sue truppe furono ospitate dagli abitanti di Monteleone d'Orvieto, per dieci lunghi giorni, riducendo alla fame quel piccolo paese. Poco dopo il papa fece cacciare Gian Paolo Baglioni (uno dei partecipanti alla congiura della Magione) da Perugia dopo avere minacciato i cittadini di scomunica e di un attacco dell'esercito di Cesare se non lo avessero cacciato.

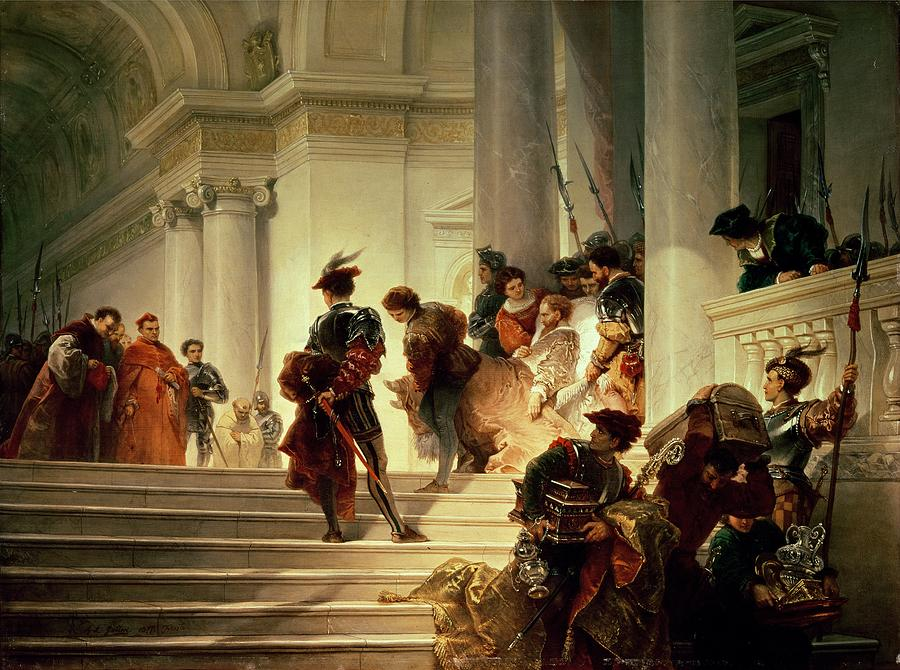
Cesare Borgia lascia la Santa Sede alla morte del padre. Dipinto di Giuseppe Lorenzo Gatteri (1877).

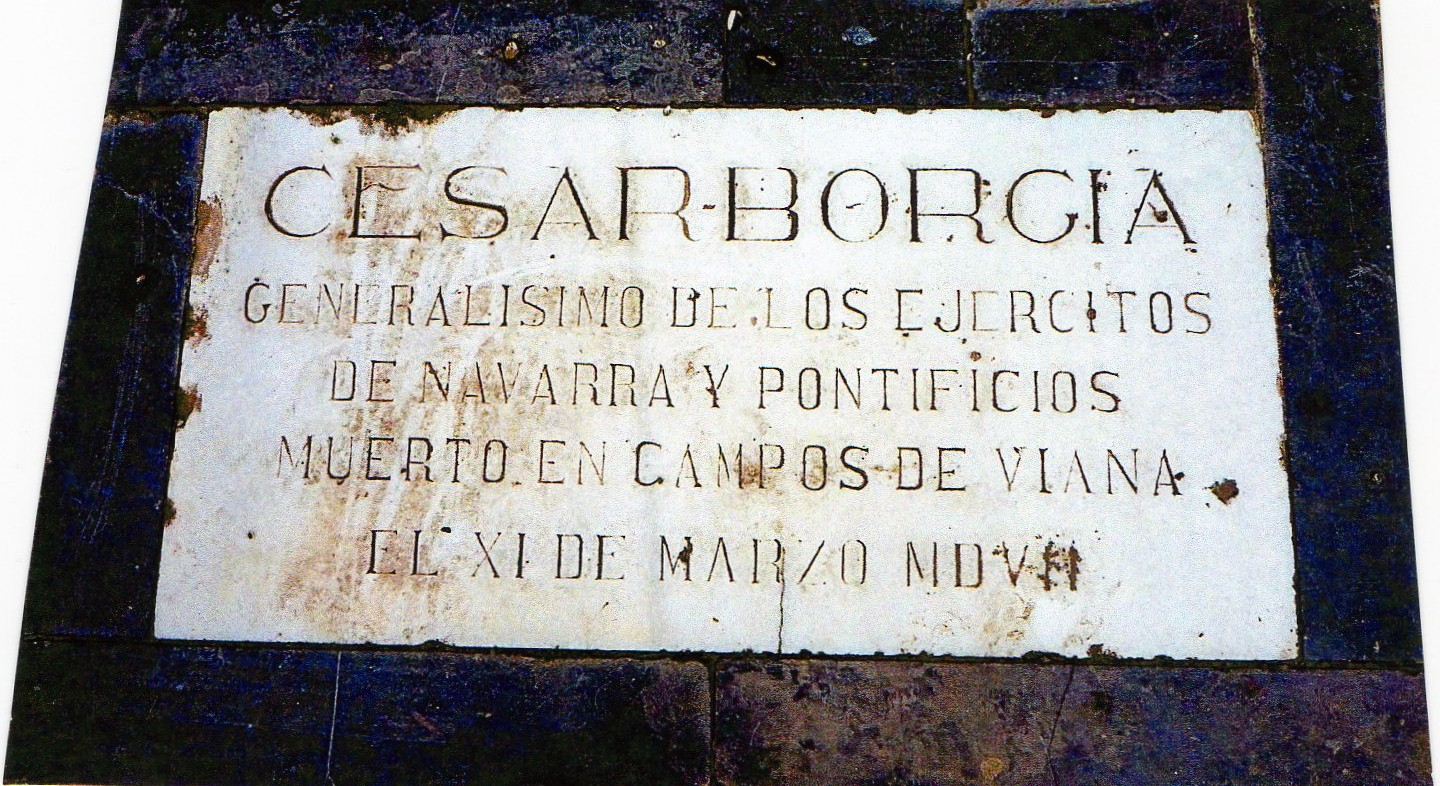
Tomba di Cesare Borgia nel sagrato della chiesa di Santa Maria a Viana

Da Perugia si apriva la strada per Siena che era governata da Pandolfo Petrucci il quale lasciava la città nelle mani di Cesare il 28 gennaio del 1503. Intanto il papa era in lotta contro gli Orsini, fece arrestare vari membri della famiglia e fece confiscare loro i beni, mentre suo figlio Goffredo attaccava ovunque gli Orsini con i suoi soldati i quali però seppero presto riprendersi per marciare su Roma e tentare di deporre il papa con la forza delle armi. Il pontefice chiese aiuto a Cesare, il quale rientrò in Vaticano il 26 febbraio del 1503 e, in qualità di soldato della Chiesa assediò gli Orsini a Ceri dove, impiegando nelle azioni militari le macchine da guerra di Leonardo da Vinci in 38 giorni conquistò la rocca.
La conquista di Ceri però comportava la perdita di Siena la quale, per volere del re di Francia, ritornava sotto il governo di Pandolfo Petrucci. Cesare puntava a riconquistare Siena e a prendere Pisa, ma venne meno il suo principale sostegno e punto di riferimento: il 18 agosto di quell'anno il padre, il papa Alessandro VI, morì all'età di 73 anni; non è tuttora acclarato se a causa di febbri malariche o in seguito a un avvelenamento. È comunque un fatto che Cesare, anch'egli ammalato, rimase per diverso tempo incapace di apprestare le contromisure che la situazione avrebbe richiesto. Alla morte del genitore il duca Valentino entrò in crisi. Dopo il breve pontificato di Pio III, a lui favorevole, nell'ottobre del medesimo anno uscì eletto dal successivo conclave il cardinale Giuliano della Rovere, esponente di un casato acerrimo nemico dei Borgia.
Il nuovo pontefice, che prese il nome di Giulio II, uomo austero, volitivo e poco avvezzo alle vie diplomatiche, tolse al duca il governo della Romagna e ne ordinò l'arresto e la reclusione in Castel Sant'Angelo.

### Gli ultimi anni e la morte
A Cesare Borgia fu inutile, una volta evaso, cercare di rifugiarsi a Napoli per organizzare da lì la riconquista dei suoi territori: il papa lo inviò in esilio in Aragona consegnandolo a re Ferdinando II. Il Valentino fu rinchiuso prima nel castello di Chinchilla, poi nel forte della Mota a Medina del Campo. Riuscì a evadere nel 1506 con una rocambolesca fuga, dove si fratturò diverse ossa perché si calò da una finestra posizionata a venti metri circa d'altezza (ma qualcuno tagliò la fune ed egli precipitò nel fossato sottostante), rifugiandosi quindi nel piccolo Regno di Navarra.
Cesare, gravemente infettato dal cosiddetto mal francese, morì la notte del 12 marzo 1507 durante l'assedio di Viana. Louis de Beaumont (conte di Lerin), signore della città, si era ribellato al re di Navarra Giovanni III d'Albret. Borgia, cognato del re, intervenne in suo aiuto, ma cadde in un'imboscata.
Gli avversari, ignorandone l'identità, tolsero a Borgia l'armatura e i vestiti, abbandonandolo seminudo sul terreno. Il cadavere fu rinvenuto l'indomani mattina, si riferisce, trafitto con ventitré colpi di picca. Dopo solenni funerali la salma venne composta in un grande sepolcro di marmo voluto dal re navarrese nella chiesa di Santa Maria di Viana, alla destra dell'altare maggiore.
Ma il Valentino non trovò pace neppure da morto: nel XVII secolo l'Inquisizione spagnola dispose che i resti, ritenuti cosa indegna e sacrilega, venissero sepolti nel patio della medesima chiesa, in terra non consacrata, in prossimità di una discarica di rifiuti, onde fossero «calpestati da uomini e animali».
Finalmente nel 1953 le autorità di Viana recuperarono quei resti, li collocarono in un'urna di pietra e li tumularono nel sagrato, davanti alla porta principale della chiesa di Santa Maria, sotto una lapide marmorea, su cui è scritto: «Cesare Borgia, Generalissimo degli eserciti di Navarra e Pontifici, morto sui Campi di Viana l'11 marzo 1507». Sempre a Viana, nel 1965, gli venne eretto un busto.
Nel 2007 l'amministrazione comunale di Viana celebrò la ricorrenza del 500º anniversario della morte di Borgia. In tale occasione fu proposto che i suoi resti mortali tornassero a riposare dentro la chiesa. Il permesso, però, non fu concesso dal competente arcivescovo di Pamplona e Tudela, della quale peraltro il Valentino fu vescovo eletto (1491). La sua tomba è diventata meta di numerose e frequenti visite.

## Discendenza
Il 10 maggio 1499 Cesare Borgia sposò Charlotte d'Albret (1480–11 marzo 1514), sorella del re consorte di Navarra, Giovanni III d'Albret. Da questo matrimonio nacque solo una figlia:
- Luisa Borgia (1500 - 1553). Non conobbe mai il padre. Ereditò i titoli di duchessa di Valentinois e dama di Châlus. Sposò prima Louis de la Trémoille, governatore di Borgogna, e poi, in seconde nozze, Filippo di Borbone-Busset, dal quale ebbe sei figli, tra cui Claudio (la sua posterità perdura[21]).

Cesare fu altresì padre di almeno undici figli naturali, fra cui due pare nati da una certa Drusilla, una delle dame di compagnia al seguito della sorella Lucrezia quando ella si trovava ancora a Roma. Di questi, sono noti: 
- Girolamo Borgia, che sposò prima Isabella Pizzabernari (da cui ebbe Ippolita, la cui discendenza continuerà nel tempo), poi Isabella, contessa di Carpi.
- Lucrezia Camilla Borgia (morta nel 1573), che divenne badessa del convento di San Bernardino di Ferrara.
- Giovanni Borgia Vago (nato nel Palazzo Reale d'Olite di Navarra il 13 marzo 1507), detto Giovannino, nato dalla contessa Caterina Vago.

## Galleria d'immagini

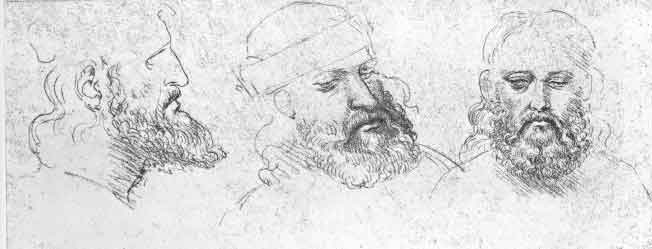
Studi di testa di un uomo di Leonardo da Vinci. Probabilmente si tratta di un ritratto di Cesare Borgia.
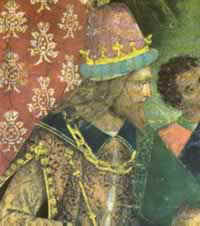
Cesare Borgia in un ritratto di Pinturicchio
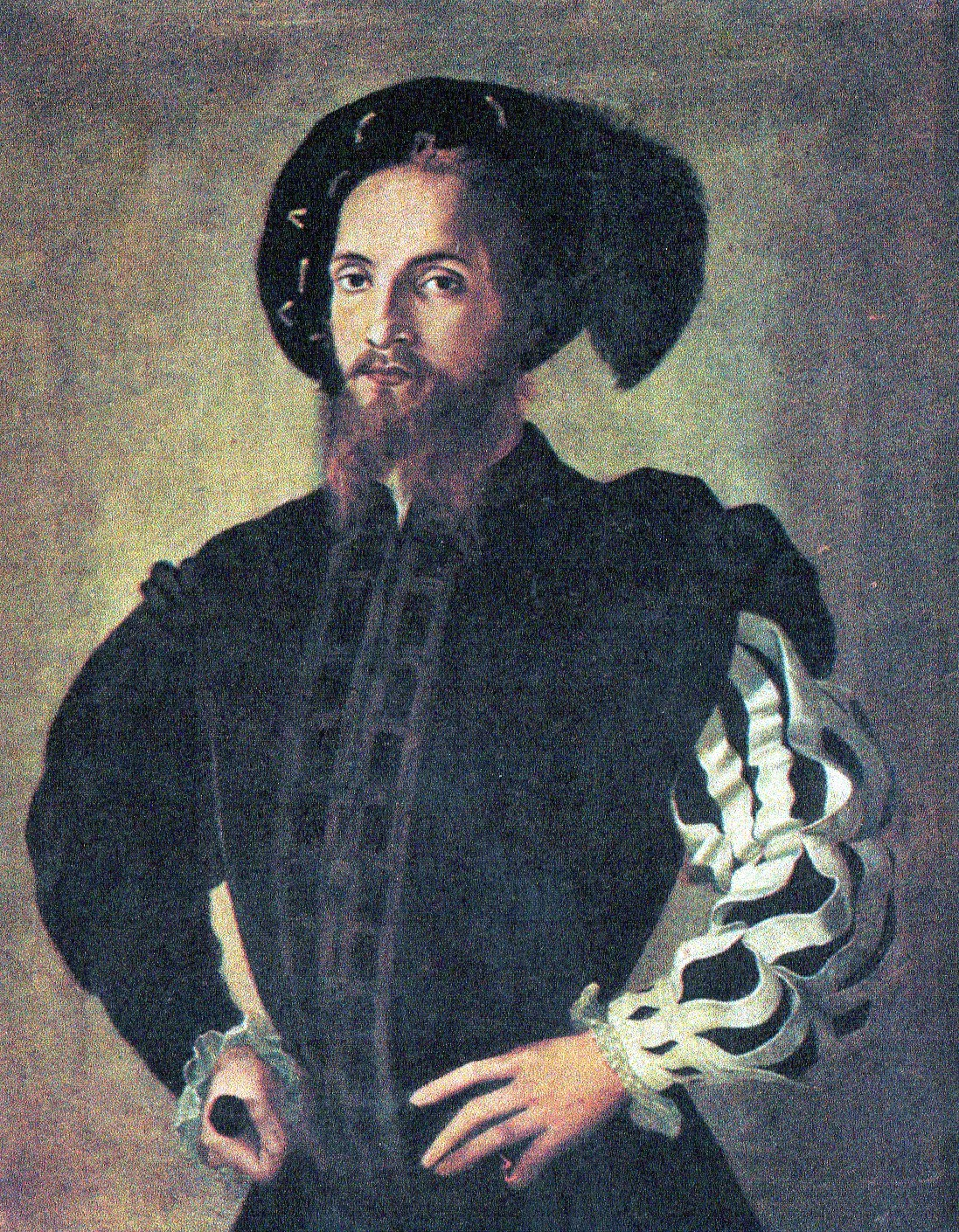
Probabile ritratto attribuito a Sebastiano del Piombo
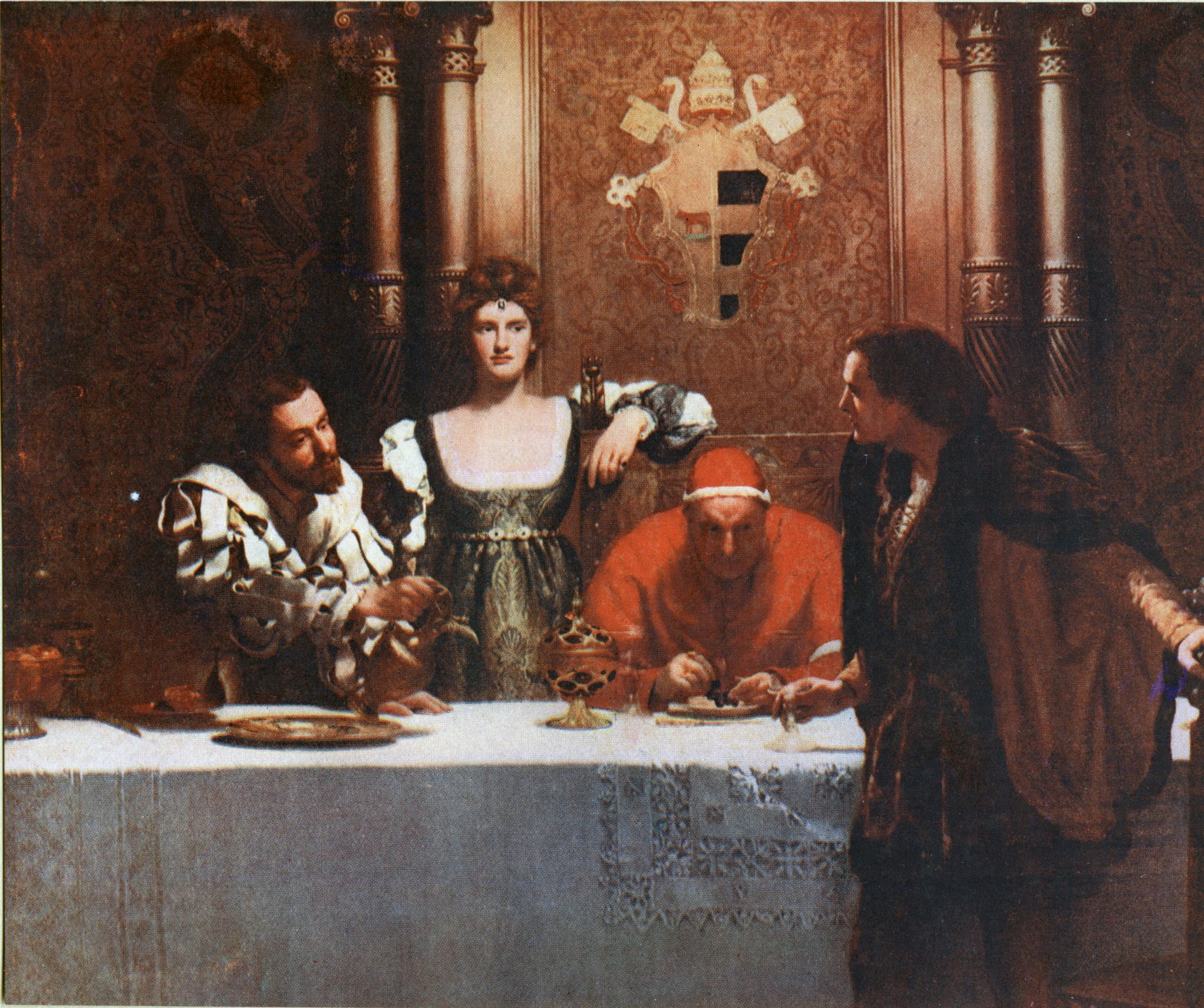
Un bicchiere di vino con Cesare Borgia, dipinto di John Collier. Cesare è ritratto al fianco del padre Rodrigo Borgia, alias papa Alessandro VI: il dipinto suggerisce l'eliminazione tramite vino avvelenato degli avversari dei Borgia.
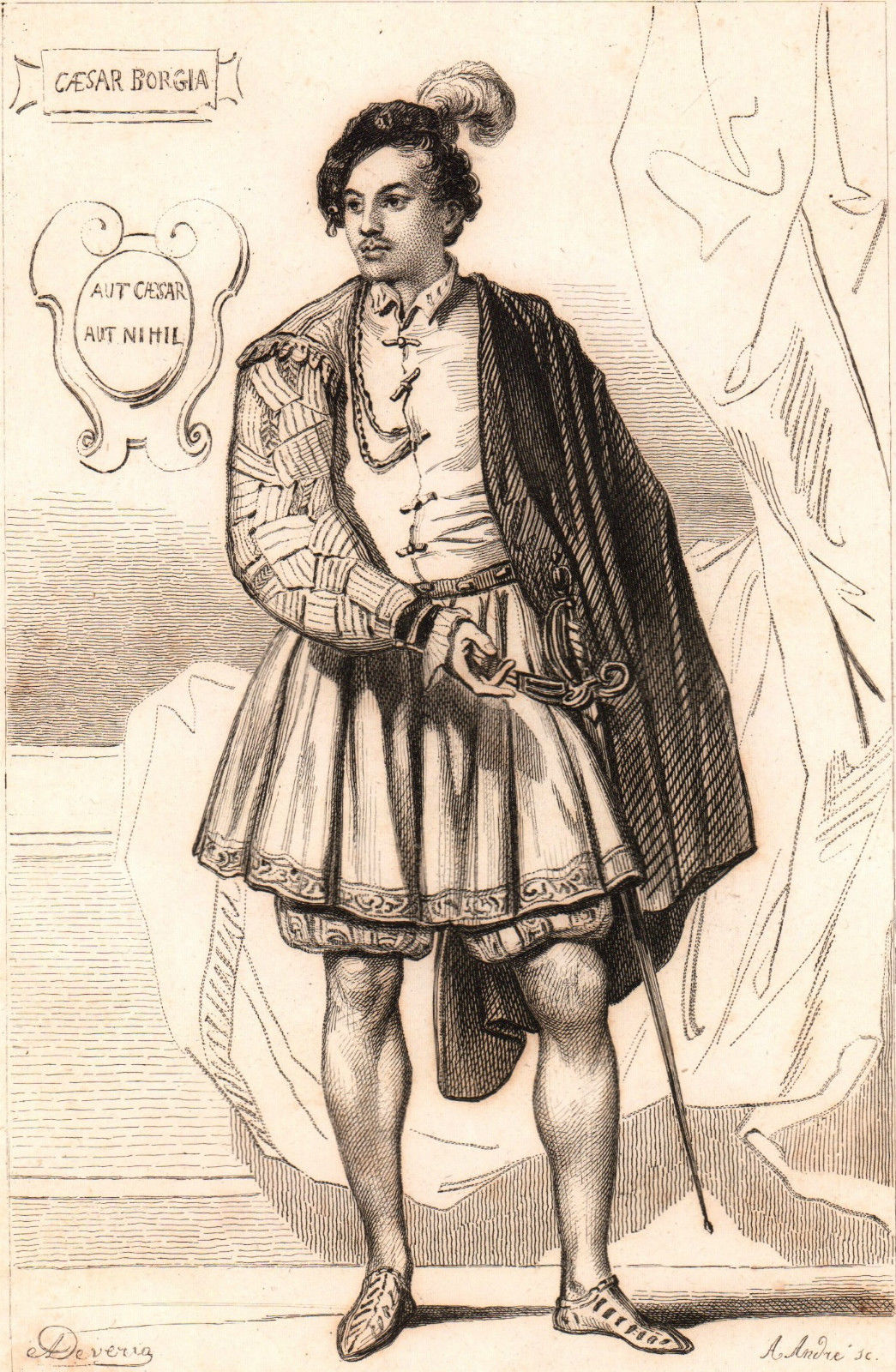
Ritratto di Cesare Borgia in età giovanile
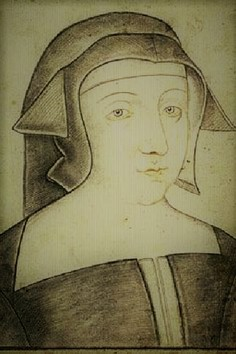
Charlotte d'Albret, moglie di Cesare
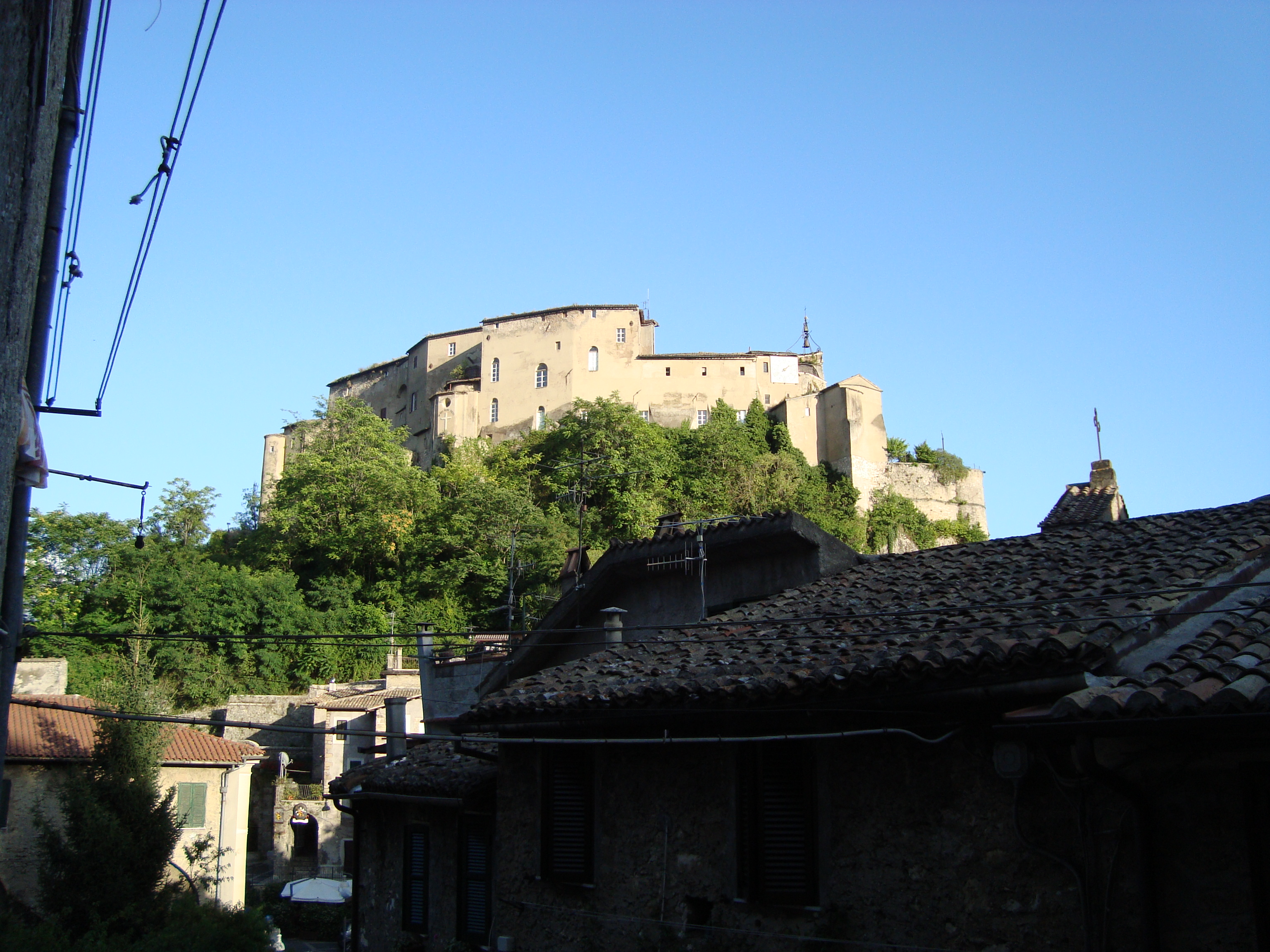
La rocca abbaziale di Subiaco, luogo di nascita di Cesare e suoi fratelli

## Nella cultura di massa

### Romanzi
- Massimo D'Azeglio, Ettore Fieramosca, ossia, la Disfida di Barletta, 1833
- Oscar Pio, Lucrezia Borgia. Romanzo storico, Roma, Perino, 1883
- Samuel Shellabarger, Il principe delle volpi, 1947 (edizione orig. in inglese), prima versione italiana pubblicata nel 1949 da A. Martello ed., Milano
- Sarah Bradford, I Borgia, Milano, Sperling & Kupfer, 1982
- Vittorio Bonicelli, Principe in maschera nera, Cesena, Il Ponte vecchio, 1997
- Manuel Vázquez Montalbán, O Cesare o nulla, Milano, Frassinelli, 2002, ISBN 88-7684-537-2
- Mario Puzo, La famiglia, Milano, Sonzogno, 2004, ISBN 88-454-0445-5
- Fabio Pittorru, La pista delle volpi, Milano, Net, 2005, ISBN 88-515-2250-2
- Jeanne Kalogridis, Alla corte dei Borgia, Milano, Longanesi, 2006, ISBN 88-304-2307-6
- Elena e Michela Martignoni, Requiem per il giovane Borgia, Milano, Teadue, 2007, ISBN 978-88-502-1447-1
- Elena e Michela Martignoni, Vortice di inganni - il romanzo di Cesare Borgia, Milano, Corbaccio, 2008, ISBN 978-88-7972-890-4
- Sarah Bower, I peccati dei Borgia, Sperling & Kupfer, 2011, ISBN 978-88-200-5137-2
- Michael Ennis, La Congiura Machiavelli, Newton Compton Editori, 2012, ISBN 978-88-541-4652-5
- Dario Pozzi, Io, Cesare Borgia, Romanzo storico, Milano, La Strada per Babilonia, 2018
- Franco Bernini, Il trono, Roma, Edizioni E/O, 2023.
- Miguel M. Abrahão, O Strip do Diabo, São Paulo, Ed. Shekinah, 1997

### Manga
- Chiho Saitō, La Madonna della Ghirlanda
- Fuyumi Sōryō, Cesare - Il creatore che ha distrutto
- Higuri You, Cantarella

### Cinema
- La cena del Borgia, regia di Giuseppe De Liguoro (1911)
- Cesare Borgia, regia di Mario Caserini (1912)
- Lucrezia Borgia, regia di Gerolamo Lo Savio (1912)
- Lucrezia Borgia, regia di Augusto Genina (1919)
- I Borgia, regia di Luigi Sapelli (1920)
- Don Giovanni e Lucrezia Borgia (Don Juan), regia di Alan Crosland (1926)
- Lucrezia Borgia, regia di Hans Hinrich (1940)
- Cesare e Lucrezia Borgia, regia di Abel Gance (1935)
- La maschera di Cesare Borgia, regia di Duilio Coletti (1941)
- Il principe delle volpi (1949) con Orson Welles nel ruolo del Valentino
- Lucrezia Borgia, regia di Christian-Jaque (1953)
- Caterina Sforza, la leonessa di Romagna, regia di Giorgio Walter Chili (1959)
- Il duca nero, regia di Pino Mercanti (1963)
- Le piacevoli notti, regia di Luciano Lucignani (1966)
- L'uomo che ride, regia di Sergio Corbucci (remake parodistico del 1966)
- Lucrezia Borgia, l'amante del diavolo, regia di Osvaldo Civirani (1968)
- Lucrezia giovane, regia di Luciano Ercoli (1974)
- Racconti immorali, regia di Walerian Borowczyk (1974)
- Lucrezia Borgia, regia di Lorenzo Onorati (1990)
- Los Borgia, regia di Antonio Hernández (2006)

### Televisione
- I Borgia (The Borgias), miniserie televisiva della BBC del 1981, con Oliver Cotton.
- Imperia, la grande cortigiana, regia di Pier Francesco Pingitore con Sergio Assisi (2005)
- I Borgia serie televisiva canadese del 2011, con François Arnaud.
- I Borgia serie televisiva franco-tedesca del 2011, con Mark Ryder.

### Videogiochi
- Cesare Borgia è l'antagonista principale di Assassin's Creed: Brotherhood, dove viene rappresentato come un condottiero spietato e senza scrupoli deciso a conquistare l'Italia. È l'antagonista principale di Ezio Auditore.
- Cesare Borgia è il condottiero della civiltà italiana in Age of Empires III: Napoleonic Era, una mod non commerciale di Age of Empires III: Age of Discovery, un videogioco strategico in tempo reale sviluppato dalla Ensemble Studios.
- Nel videogioco Resident Evil, di Capcom, è presente (molto pixelato) il celebre dipinto "Ritratto di Cesare Borgia" in uno dei primi saloni visitabili. Se esaminato, apparirà l'erronea didascalia "Ritratto di donna".

## Ascendenza
|                              |   |                            | Genitori                  |  |  | Nonni |  |  | Bisnonni             |  |  | Trisnonni        |  |
|                              |   |                            |                           |  |  |       |  |  | Rodrigo Gil de Borja |  |  | Rodrigo de Borja |  |
|                              |   |                            |                           |  |  |       |  |  | Rodrigo Gil de Borja |  |  | Rodrigo de Borja |  |
|                              |   | Sabina Anglesola           |                           |  |  |       |  |  | Rodrigo Gil de Borja |  |  |                  |  |
| Jofre de Borja Llanzol       |   |                            |                           |  |  |       |  |  | Rodrigo Gil de Borja |  |  |                  |  |
|                              |   | Sibilia Escrivà i Pallarès | Andreu Escrivà i Pallarès |  |  |       |  |  |                      |  |  |                  |  |
|                              |   | Sibilia Escrivà i Pallarès | Andreu Escrivà i Pallarès |  |  |       |  |  |                      |  |  |                  |  |
|                              |   | Sibilia Escrivà i Pallarès | Sibilia de Pròixita       |  |  |       |  |  |                      |  |  |                  |  |
| Papa Alessandro VI           |   | Sibilia Escrivà i Pallarès |                           |  |  |       |  |  |                      |  |  |                  |  |
|                              |   | Domingos de Borja          | Domingo de Borja          |  |  |       |  |  |                      |  |  |                  |  |
|                              |   | Domingos de Borja          | Domingo de Borja          |  |  |       |  |  |                      |  |  |                  |  |
|                              |   | Domingos de Borja          | Caterina Doncel           |  |  |       |  |  |                      |  |  |                  |  |
| Isabel de Borja y Cavanilles |   | Domingos de Borja          |                           |  |  |       |  |  |                      |  |  |                  |  |
|                              |   | Francisca Marti Llançol    | …                         |  |  |       |  |  |                      |  |  |                  |  |
|                              |   | Francisca Marti Llançol    | …                         |  |  |       |  |  |                      |  |  |                  |  |
|                              |   | Francisca Marti Llançol    | …                         |  |  |       |  |  |                      |  |  |                  |  |
| Cesare Borgia                |   | Francisca Marti Llançol    |                           |  |  |       |  |  |                      |  |  |                  |  |
|                              | … | …                          |                           |  |  |       |  |  |                      |  |  |                  |  |
|                              | … | …                          |                           |  |  |       |  |  |                      |  |  |                  |  |
|                              | … | …                          |                           |  |  |       |  |  |                      |  |  |                  |  |
| Jacopo Cattanei              | … |                            |                           |  |  |       |  |  |                      |  |  |                  |  |
|                              |   | …                          | …                         |  |  |       |  |  |                      |  |  |                  |  |
|                              |   | …                          | …                         |  |  |       |  |  |                      |  |  |                  |  |
|                              |   | …                          | …                         |  |  |       |  |  |                      |  |  |                  |  |
| Vannozza Cattanei            |   | …                          |                           |  |  |       |  |  |                      |  |  |                  |  |
|                              |   | …                          | …                         |  |  |       |  |  |                      |  |  |                  |  |
|                              |   | …                          | …                         |  |  |       |  |  |                      |  |  |                  |  |
|                              |   | …                          | …                         |  |  |       |  |  |                      |  |  |                  |  |
| Menica Pictoris              |   | …                          |                           |  |  |       |  |  |                      |  |  |                  |  |
|                              |   | …                          | …                         |  |  |       |  |  |                      |  |  |                  |  |
|                              |   | …                          | …                         |  |  |       |  |  |                      |  |  |                  |  |
|                              |   | …                          | …                         |  |  |       |  |  |                      |  |  |                  |  |
|                              |   | …                          |                           |  |  |       |  |  |                      |  |  |                  |  |